# 휼양전
휼양전(恤養田)은 과전을 받은 관료들 중 부모가 다 죽고 자손이 어린 경우 이들을 보살피기 위해 아버지가 받은 과전을 상속하도록 한 토지를 말한다. 그 성격이 고려 시대의 구분전(口分田)과 유사하였다. 조선 초기에 시행되기 시작하여 태종 때 한 차례 축소를 겪었으며, 자격이 없는 사람이 과전을 받아가는 폐단이 일어나다가 1466년에 직전법의 시행으로 폐지되었다.

## 같이 보기
- 수신전(守信田)